# Coscinaraea wellsi
Coscinaraea wellsi là một loài san hô trong họ Siderastreidae. Loài này được Veron & Pichon mô tả khoa học năm 1980.